# Elecciones regionales de Piura de 2022
Las elecciones regionales de Piura de 2022 se llevaron a cabo el 2 de octubre de 2022 para elegir al gobernador regional, al vicegobernador regional y al Consejo Regional para el periodo 2023-2027. La elección se celebró simultáneamente con elecciones regionales y municipales (provinciales y distritales) en todo el Perú. La segunda vuelta regional se llevó a cabo el 4 de diciembre de 2022.

## Sistema electoral
El Gobierno Regional de Piura es el órgano administrativo y de gobierno del departamento de Piura. Está compuesto por el gobernador regional, el vicegobernador regional y el Consejo Regional.
La votación se realiza en base al sufragio universal, que comprende a todos los ciudadanos nacionales mayores de dieciocho años, empadronados y residentes en el departamento de Piura y en pleno goce de sus derechos políticos.
El gobernador y vicegobernador regional son elegidos por sufragio directo. Para que un candidato sea proclamado ganador debe obtener no menos de 30 % de votos válidos. En caso ningún candidato logre ese porcentaje en la primera vuelta electoral, los dos candidatos más votados participan en una segunda vuelta o balotaje. No hay reelección inmediata de gobernadores regionales.
El Consejo Regional de Piura está compuesto por 11 consejeros elegidos por sufragio directo para un período de cuatro (4) años. La votación es por lista cerrada y bloqueada. Cada provincia del departamento de Piura constituye una circunscripción electoral. Se asigna a la lista ganadora los escaños según el método d'Hondt. La distribución y el número de consejeros regionales es la siguiente:
| Circunscripción                                         | Escaños | Mapa |
| ------------------------------------------------------- | ------- | ---- |
| Piura                                                   | 3       |      |
| Sullana                                                 | 2       |      |
| Ayabaca, Huancabamba, Morropón, Paita, Sechura y Talara | 1       |      |

## Composición del Consejo Regional de Piura
La siguiente tabla muestra la composición del Consejo Regional de Piura antes de las elecciones.
| Partidos | Partidos                                    | Consejeros |
| -------- | ------------------------------------------- | ---------- |
|          | Movimiento Independiente Fuerza Regional    | 3          |
|          | Región para Todos                           | 3          |
|          | Movimiento Regional Seguridad y Prosperidad | 2          |
|          | Somos Perú                                  | 2          |
|          | Alianza para el Progreso                    | 1          |

## Elecciones internas
Los partidos políticos realizaron la convocatoria a elecciones internas (15–22 de enero de 2022) para definir a los candidatos de sus organizaciones en listas cerradas y bloqueadas. Se sometieron a elección las candidaturas a:
- Gobernador y vicegobernador regional de Piura (2 candidaturas).
- Consejo Regional de Piura (11 candidaturas).

Existen dos modalidades para la organización de las elecciones internas:
- Modalidad de elección directa: con voto universal, libre, voluntario, igual, directo y secreto de los afiliados. Fue la modalidad utilizada por Región para Todos,[5] Somos Perú,[6] Alianza para el Progreso,[7] Piura Renace[5] y Partido Patriótico del Perú.[8] Las elecciones se realizaron el 15 de mayo de 2022.
- Modalidad de delegados: a través de delegados previamente elegidos mediante voto universal, libre, voluntario, igual, directo y secreto de los afiliados. Fue la modalidad utilizada por Movimiento Independiente Fuerza Regional,[5] Fuerza Popular,[9] Avanza País,[10] Podemos Perú,[11] Perú Libre,[12] Juntos por el Perú,[13] Organización Política Unidad Regional,[5] Renovación Popular,[14] Contigo Región[5] y Frente de la Esperanza.[15] Las elecciones se realizaron el 22 de mayo de 2022.

## Partidos y candidatos
A continuación se muestra una lista de los principales partidos y alianzas electorales que participan en las elecciones:
| Candidatura | Candidatura | Partidos y alianzas                                   | Candidatos | Candidatos                 | Ideología                                                          | Resultado previo | Resultado previo | Ref.   |
| Candidatura | Candidatura | Partidos y alianzas                                   | Candidatos | Candidatos                 | Ideología                                                          | Votos (%)        | Con.             | Ref.   |
| ----------- | ----------- | ----------------------------------------------------- | ---------- | -------------------------- | ------------------------------------------------------------------ | ---------------- | ---------------- | ------ |
|             | RPT         | Lista - Región para Todos (RPT)                       |            | Santiago Paz López         | Regionalismo piurano                                               | 22.35%           | 3                | [ 16 ] |
|             | FR          | Lista - Movimiento Independiente Fuerza Regional (FR) |            | Mario Quispe Suárez        | Regionalismo piurano                                               | 19.64%           | 3                | [ 16 ] |
|             | SP          | Lista - Somos Perú (SP)                               |            | Luis Dioses Guzmán         | Democracia cristiana Conservadurismo social                        | 12.23%           | 1                | [ 17 ] |
|             | APP         | Lista - Alianza para el Progreso (APP)                |            | Edward Zárate Antón        | Liberalismo económico Conservadurismo liberal Populismo de derecha | 6.76%            | 1                | [ 18 ] |
|             | FP          | Lista - Fuerza Popular (FP)                           |            | Marvin Álvarez Arechaga    | Fujimorismo Conservadurismo social Populismo de derecha            | 4.67%            | 0                | [ 17 ] |
|             | PP          | Lista - Podemos Perú (PP)                             |            | Sofiana Graciano Guerra    | Conservadurismo social Populismo Nacionalismo                      | 0.71%            | 0                | [ 19 ] |
|             | PL          | Lista - Perú Libre (PL)                               |            | Diana Moscol More          | Socialismo del siglo XXI Marxismo-leninismo Mariateguismo          | Nuevo            | Nuevo            | [ 19 ] |
|             | FE          | Lista - Frente de la Esperanza (FE)                   |            | Carlos Montero Villegas    | Reformismo                                                         | Nuevo            | Nuevo            | [ 18 ] |
|             | PPP         | Lista - Partido Patriótico del Perú (PPP)             |            | Guillermo Chávez Timoteo   | Nacionalpopulismo Antiglobalismo Nativismo                         | Nuevo            | Nuevo            | [ 19 ] |
|             | UR          | Lista - Organización Política Unidad Regional (UR)    |            | Reynaldo Hilbck Guzmán     | Regionalismo piurano                                               | Nuevo            | Nuevo            | [ 18 ] |
|             | CR          | Lista - Contigo Región (CR)                           |            | Luis Neyra León            | Regionalismo piurano                                               | Nuevo            | Nuevo            | [ 17 ] |
|             | RENACE      | Lista - Piura Renace (RENACE)                         |            | Angélica Palomino Saavedra | Regionalismo piurano                                               | Nuevo            | Nuevo            | [ 20 ] |

## Sondeos de opinión
La siguiente tabla enumera las estimaciones de la intención de voto en orden cronológico inverso, mostrando las más recientes primero y utilizando las fechas en las que se realizó el trabajo de campo de la encuesta. Cuando se desconocen las fechas del trabajo de campo, se proporciona la fecha de publicación.
Leyenda:
     Sondeo realizado en el periodo de prohibición legal de la difusión de sondeos de intención de voto.

### Balotaje

#### Intención de voto
La siguiente tabla enumera las estimaciones ponderadas (sin incluir votos en blanco y nulos) de la intención de voto.
| Encuestadora/Medio            | Fecha          | Muestra | Luis Neyra | Reynaldo Hilbck | Dif. |  |  |  |
| ----------------------------- | -------------- | ------- | ---------- | --------------- | ---- |  |  |  |
| Encuestadora/Medio            | Fecha          | Muestra |            |                 |      |  |  |  |
| Elecciones regionales de 2022 | 4 dic 2022     | —       | 58.5       | 41.5            | 17.0 |  |  |  |
|                               |                |         |            |                 |      |  |  |  |
| Luna Consultores              | 4 dic 2022     | 4300    | 57.4       | 42.6            | 14.8 |  |  |  |
| ICSI Perú                     | 4 dic 2022     | 2400    | 55.5       | 44.5            | 11.0 |  |  |  |
| Microdatos                    | 4 dic 2022     | ?       | 59.0       | 41.0            | 18.0 |  |  |  |
| Piura Data Consultores        | 4 dic 2022     | ?       | 53.4       | 46.6            | 6.8  |  |  |  |
| ICSI Perú                     | 25–27 nov 2022 | 1500    | 54.2       | 45.8            | 8.4  |  |  |  |
| Piura Data Consultores        | 25–26 nov 2022 | 2400    | 53.6       | 46.4            | 7.2  |  |  |  |
| Microdatos                    | 21–23 nov 2022 | 2400    | 55.9       | 44.1            | 11.8 |  |  |  |
| Klambp                        | 18–21 nov 2022 | 474     | 42.4       | 57.6            | 15.2 |  |  |  |
| Piura Data Consultores        | 15–16 nov 2022 | 2400    | 52.5       | 47.5            | 5.0  |  |  |  |
| ICSI Perú                     | 15–16 nov 2022 | 1000    | 47.4       | 52.6            | 5.2  |  |  |  |
| Klambp                        | 18–22 oct 2022 | 474     | 46.6       | 53.4            | 6.8  |  |  |  |
| Piura Data Consultores        | 20–21 oct 2022 | 2250    | 51.1       | 48.9            | 2.2  |  |  |  |
| Sensor                        | 14–16 oct 2022 | 500     | 41.7       | 58.3            | 16.6 |  |  |  |

#### Preferencias de voto
La siguiente tabla enumera las preferencias de voto en bruto (incluyendo blancos, viciados y sin respuesta) y no ponderadas.
| Encuestadora/Medio            | Fecha          | Muestra | Luis Neyra | Reynaldo Hilbck | B/V  | NS/NO | Dif. |  |  |  |
| ----------------------------- | -------------- | ------- | ---------- | --------------- | ---- | ----- | ---- |  |  |  |
| Encuestadora/Medio            | Fecha          | Muestra |            |                 |      |       |      |  |  |  |
| Elecciones regionales de 2022 | 4 dic 2022     | —       | 52.8       | 37.5            | 9.7  | –     | 15.3 |  |  |  |
|                               |                |         |            |                 |      |       |      |  |  |  |
| ICSI Perú                     | 4 dic 2022     | 2400    | 47.0       | 37.8            | 15.2 | –     | 9.2  |  |  |  |
| Piura Data Consultores        | 4 dic 2022     | ?       | 45.8       | 39.9            | 14.3 | –     | 5.9  |  |  |  |
| ICSI Perú                     | 25–27 nov 2022 | 1500    | 45.2       | 38.3            | 16.5 | –     | 6.9  |  |  |  |
| Piura Data Consultores        | 25–26 nov 2022 | 2400    | 46.0       | 39.8            | 14.2 | –     | 6.2  |  |  |  |
| Microdatos                    | 21–23 nov 2022 | 2400    | 52         | 41              | 7    | –     | 11   |  |  |  |
| Klambp                        | 18–21 nov 2022 | 474     | 31.2       | 42.4            | –    | 26.4  | 11.2 |  |  |  |
| Piura Data Consultores        | 15–16 nov 2022 | 2400    | 44.1       | 39.9            | 16.0 | –     | 4.2  |  |  |  |
| Klambp                        | 18–22 oct 2022 | 474     | 23.2       | 26.6            | –    | 50.2  | 3.4  |  |  |  |
| Piura Data Consultores        | 20–21 oct 2022 | 2250    | 41.1       | 39.4            | 19.5 | –     | 1.7  |  |  |  |
| Sensor                        | 14–16 oct 2022 | 500     | 31.6       | 44.2            | 12.2 | 12.0  | 12.6 |  |  |  |

### Primera vuelta

#### Intención de voto
La siguiente tabla enumera las estimaciones ponderadas (sin incluir votos en blanco y nulos) de la intención de voto.
| Encuestadora/Medio            | Fecha             | Muestra | Reynaldo Hilbck | Luis Neyra | Santiago Paz | Mario Quispe | Luis Dioses | Edward Zárate | Angélica Palomino | Sofiana Graciano | Marvin Álvarez | Carlos Montero | Diana Moscol | Dif. |  |  |  |  |
| ----------------------------- | ----------------- | ------- | --------------- | ---------- | ------------ | ------------ | ----------- | ------------- | ----------------- | ---------------- | -------------- | -------------- | ------------ | ---- |  |  |  |  |
| Encuestadora/Medio            | Fecha             | Muestra |                 |            |              |              |             |               |                   |                  |                |                |              |      |  |  |  |  |
| Elecciones regionales de 2022 | 2 oct 2022        | —       | 24.8            | 18.2       | 16.6         | 11.0         | 9.8         | 5.7           | 4.6               | 2.5              | 2.5            | 2.2            | 1.8          | 6.6  |  |  |  |  |
|                               |                   |         |                 |            |              |              |             |               |                   |                  |                |                |              |      |  |  |  |  |
| Ipsos Perú/América            | 2 oct 2022        | ?       | 25.3            | 21.5       | 16.0         | 10.0         | –           | –             | –                 | –                | –              | –              | –            | 3.8  |  |  |  |  |
| Ipsos Perú/América            | 2 oct 2022        | ?       | 21.8            | 20.9       | 15.9         | –            | 10.0        | –             | –                 | –                | –              | –              | –            | 0.9  |  |  |  |  |
| Luna Consultores              | 2 oct 2022        | 6300    | 24.4            | 18.6       | 15.1         | 11.2         | 11.2        | 5.2           | 5.1               | 3.0              | 2.4            | 1.8            | 1.7          | 5.8  |  |  |  |  |
| ICSI Perú                     | 2 oct 2022        | 6300    | 19.7            | 13.7       | 12.6         | –            | –           | –             | –                 | –                | –              | –              | –            | 5.8  |  |  |  |  |
| Piura Data Consultores        | 22–24 sep 2022    | 1982    | 22.4            | 18.5       | 12.1         | 13.1         | 10.1        | 4.7           | 5.3               | 4.4              | 5.6            | 1.8            | 1.4          | 3.9  |  |  |  |  |
| ICSI Perú                     | 21–24 sep 2022    | 1100    | 24.6            | 12.4       | 15.2         | 12.4         | 12.4        | 5.7           | 3.6               | –                | 3.6            | –              | –            | 9.4  |  |  |  |  |
| Luna Consultores              | 18–22 sep 2022    | 3470    | 22.8            | 17.8       | 16.3         | 13.0         | 10.9        | 5.6           | 4.7               | 2.8              | 3.4            | –              | 1.0          | 5.0  |  |  |  |  |
| Perú Data                     | 13–15 sep 2022    | 1000    | 22.1            | 28.4       | 17.7         | 8.6          | 11.1        | –             | –                 | –                | –              | –              | –            | 4.9  |  |  |  |  |
| ICSI Perú                     | 13 sep 2022       | 1100    | 27.4            | 15.5       | 11.0         | 11.9         | 13.9        | 5.8           | 2.9               | –                | 4.3            | –              | –            | 11.9 |  |  |  |  |
| Consultores Siglo 21          | 1–10 sep 2022     | 2500    | 25.9            | 13.0       | 16.6         | 25.7         | 8.3         | –             | –                 | –                | –              | –              | –            | 0.2  |  |  |  |  |
| Klambp                        | 5–8 sep 2022      | 691     | 18.7            | 23.1       | 1.8          | 7.0          | 12.9        | 15.2          | 11.3              | 1.1              | 2.4            | –              | –            | 4.4  |  |  |  |  |
| Decide Tú                     | 2–4 sep 2022      | 1413    | 25.8            | 11.2       | 14.4         | –            | 11.5        | 7.1           | 22.1              | –                | –              | –              | –            | 3.7  |  |  |  |  |
| Decide Tú                     | 27–29 ago 2022    | 1413    | 26.1            | 13.0       | 13.9         | –            | 8.8         | 7.6           | 21.5              | –                | –              | –              | –            | 4.6  |  |  |  |  |
| Perú Data                     | 20–23 ago 2022    | 2095    | 24.4            | 26.6       | 9.0          | –            | 11.7        | 18.6          | –                 | –                | –              | –              | –            | 2.2  |  |  |  |  |
| Piura Data Consultores        | 19–21 ago 2022    | 1982    | 25.3            | 18.2       | 17.6         | 15.2         | 4.7         | 4.5           | –                 | –                | –              | –              | –            | 7.1  |  |  |  |  |
| Klambp                        | 19–21 ago 2022    | 591     | 17.5            | 19.8       | 12.4         | 3.3          | 4.5         | 14.2          | 11.1              | 2.1              | 4.3            | –              | –            | 2.3  |  |  |  |  |
| ICSI Perú                     | 11–14 ago 2022    | 1100    | 32.2            | 17.1       | 7.6          | 4.1          | 14.6        | 8.9           | 4.1               | –                | 2.4            | –              | –            | 15.1 |  |  |  |  |
| Luna Consultores              | 7–12 ago 2022     | 2000    | 22.7            | 15.6       | 13.8         | 10.3         | 11.4        | 7.9           | 5.6               | 3.2              | 4.2            | –              | 2.7          | 7.1  |  |  |  |  |
| Decide Tú                     | 9–11 ago 2022     | 1306    | 26.2            | 13.0       | 12.7         | 4.2          | 6.2         | 6.8           | 16.5              | –                | 9.4            | –              | –            | 9.7  |  |  |  |  |
| Klambp                        | 29 jul–1 ago 2022 | 439     | 18.0            | 16.9       | 15.2         | 3.3          | 5.0         | 11.0          | 12.4              | –                | 4.2            | –              | –            | 1.1  |  |  |  |  |
| Perú Data                     | 25 jul 2022       | 1025    | 24.5            | 24.1       | 14.3         | –            | 6.3         | 10.2          | –                 | –                | –              | –              | –            | 0.4  |  |  |  |  |
| Decide Tú                     | 22–24 jul 2022    | 1252    | 25.0            | 12.4       | 12.9         | 4.1          | 5.6         | 6.1           | 15.4              | –                | 7.1            | –              | –            | 9.6  |  |  |  |  |
| ICSI Perú                     | 15–17 jul 2022    | 400     | 22.3            | 18.4       | 8.7          | 2.9          | 16.5        | 8.7           | 3.9               | –                | 6.8            | –              | –            | 3.9  |  |  |  |  |
| Klambp                        | 30 jun–6 jul 2022 | 343     | 20.4            | 18.3       | 15.7         | 3.0          | 4.5         | 14.3          | 8.2               | –                | 3.5            | –              | –            | 1.9  |  |  |  |  |
| Decide Tú/El Dato             | 30 jun–2 jul 2022 | 910     | 24.2            | 13.9       | 10.8         | 3.2          | 6.0         | 6.6           | 14.3              | –                | 6.5            | –              | –            | 9.9  |  |  |  |  |
| Klambp                        | 5–14 jun 2022     | 373     | 17.3            | 15.0       | 13.9         | 5.7          | 5.4         | 11.9          | 8.0               | –                | 7.3            | –              | –            | 2.3  |  |  |  |  |
| ICSI Perú                     | 11–13 jun 2022    | 400     | 22.4            | 18.4       | 9.2          | 3.1          | 16.3        | 9.2           | 4.1               | –                | 5.1            | –              | –            | 4.0  |  |  |  |  |
| Piura Data Consultores        | 5–6 may 2022      | 1535    | 22.7            | 12.1       | 18.5         | 11.4         | –           | –             | 4.0               | –                | 4.2            | –              | –            | 4.2  |  |  |  |  |
| Decide Tú/El Dato             | 24–26 abr 2022    | ?       | 24.6            | 12.6       | 15.8         | 1.9          | 6.5         | 8.9           | 4.4               | –                | 3.8            | –              | –            | 8.8  |  |  |  |  |
| ICSI Perú                     | 9–11 abr 2022     | 400     | 32.5            | 6.3        | 11.3         | –            | 11.3        | 17.5          | 3.8               | –                | 3.8            | –              | –            | 15.0 |  |  |  |  |
| Decide Tú                     | 10–12 mar 2022    | 850     | 20.7            | 7.3        | 10.7         | –            | 3.9         | 18.2          | 15.4              | –                | 3.4            | –              | –            | 2.5  |  |  |  |  |
| ICSI Perú                     | 26–27 feb 2022    | 384     | 35.5            | 4.8        | 11.3         | –            | 4.8         | 21.0          | 3.2               | –                | –              | –              | –            | 14.5 |  |  |  |  |
| ICSI Perú                     | 14–16 ene 2022    | 384     | 27.4            | 2.4        | 8.3          | –            | –           | 15.5          | 2.4               | –                | –              | –              | –            | 11.9 |  |  |  |  |
| Gramar Media & Marketing      | 11–12 ene 2022    | 1500    | 26.9            | –          | 13.1         | 11.3         | –           | –             | –                 | –                | –              | –              | –            | 13.8 |  |  |  |  |
| ICSI Perú                     | 18–19 dic 2021    | 400     | 20.8            | 3.8        | 7.5          | –            | –           | 12.3          | –                 | –                | –              | –              | –            | 8.5  |  |  |  |  |
| Piura Data Consultores        | 14–16 nov 2021    | 1535    | 22.0            | –          | 16.3         | –            | –           | 3.0           | –                 | –                | –              | –              | –            | 5.7  |  |  |  |  |
| Decide Tú                     | 4–6 oct 2021      | 750     | 19.6            | –          | 21.4         | –            | 5.7         | –             | –                 | –                | –              | –              | –            | 1.8  |  |  |  |  |

#### Preferencias de voto
La siguiente tabla enumera las estimaciones ponderadas (sin incluir votos en blanco y nulos) de la intención de voto.
| Encuestadora/Medio            | Fecha             | Muestra | Reynaldo Hilbck | Luis Neyra | Luis Dioses | Santiago Paz | Mario Quispe | Edward Zárate | Angélica Palomino | Marvin Álvarez | Diana Moscol | Sofiana Graciano | B/V  | NS/NO | Dif. |  |  |  |
| ----------------------------- | ----------------- | ------- | --------------- | ---------- | ----------- | ------------ | ------------ | ------------- | ----------------- | -------------- | ------------ | ---------------- | ---- | ----- | ---- |  |  |  |
| Encuestadora/Medio            | Fecha             | Muestra |                 |            |             |              |              |               |                   |                |              |                  |      |       |      |  |  |  |
| Elecciones regionales de 2022 | 2 oct 2022        | —       |                 |            |             |              |              |               |                   |                |              |                  |      | —     |      |  |  |  |
|                               |                   |         |                 |            |             |              |              |               |                   |                |              |                  |      |       |      |  |  |  |
| Luna Consultores              | 18–22 sep 2022    | 3470    | 18.7            | 14.6       | 9.0         | 13.4         | 10.6         | 4.6           | 3.9               | 2.8            | 0.8          | 2.3              | 17.9 | –     | 4.1  |  |  |  |
| Perú Data                     | 13–15 sep 2022    | 1000    | 17.2            | 22.1       | 8.6         | 13.8         | 6.7          | –             | –                 | –              | –            | –                | –    | 22.2  | 4.9  |  |  |  |
| ICSI Perú                     | 13 sep 2022       | 1100    | 18.9            | 10.7       | 9.6         | 7.6          | 8.2          | 4.0           | 2.0               | 3.0            | –            | –                | 7.0  | 24.0  | 8.2  |  |  |  |
| Consultores Siglo 21          | 1–10 sep 2022     | 2500    | 14.3            | 7.2        | 4.6         | 9.2          | 14.2         | –             | –                 | –              | –            | –                | 3.9  | 40.8  | 0.1  |  |  |  |
| Klambp                        | 5–8 sep 2022      | 691     | 12.3            | 15.2       | 8.5         | 10.0         | 1.2          | 4.6           | 7.4               | 1.6            | –            | 0.7              | –    | 34.3  | 2.9  |  |  |  |
| Decide Tú                     | 2–4 sep 2022      | 1413    | 19.6            | 8.5        | 8.8         | 11.0         | –            | 5.4           | 16.9              | –              | –            | –                | –    | 23.9  | 2.7  |  |  |  |
| Decide Tú                     | 27–29 ago 2022    | 1413    | 19.2            | 9.5        | 6.5         | 10.2         | –            | 5.5           | 15.7              | –              | –            | –                | –    | 26.7  | 3.5  |  |  |  |
| Perú Data                     | 20–23 ago 2022    | 2095    | 17.1            | 18.6       | 8.2         | 13.0         | 6.3          | –             | –                 | –              | –            | –                | –    | 30.0  | 1.5  |  |  |  |
| Piura Data Consultores        | 19–21 ago 2022    | 1982    | 15.0            | 10.8       | 2.8         | 10.4         | 9.0          | 2.7           | –                 | –              | –            | –                | 20.7 | 20.0  | 4.2  |  |  |  |
| Klambp                        | 19–21 ago 2022    | 591     | 11.7            | 13.2       | 3.0         | 8.3          | 2.2          | 9.5           | 7.4               | 2.9            | –            | 1.4              | –    | 33.3  | 1.5  |  |  |  |
| ICSI Perú                     | 11–14 ago 2022    | 1100    | 19.8            | 10.5       | 9.0         | 4.7          | 2.5          | 5.5           | 2.5               | 1.5            | –            | –                | 13.5 | 25.0  | 9.3  |  |  |  |
| Luna Consultores              | 7–12 ago 2022     | 2000    | 15.0            | 10.3       | 7.5         | 9.1          | 6.8          | 5.2           | 3.7               | 2.8            | 1.8          | 2.1              | –    | 34.1  | 4.7  |  |  |  |
| Decide Tú                     | 9–11 ago 2022     | 1306    | 19.7            | 9.8        | 4.7         | 9.6          | 3.2          | 5.1           | 12.5              | 7.1            | –            | –                | –    | 24.8  | 7.2  |  |  |  |
| Klambp                        | 29 jul–1 ago 2022 | 439     | 11.6            | 10.9       | 3.2         | 9.8          | 2.1          | 7.1           | 8.0               | 2.7            | –            | –                | –    | 35.5  | 0.7  |  |  |  |
| Decide Tú                     | 22–24 jul 2022    | 1252    | 18.0            | 9.0        | 4.1         | 9.3          | 3.0          | 4.4           | 11.1              | 5.1            | –            | –                | –    | 27.9  | 6.9  |  |  |  |
| Perú Data                     | 25 jul 2022       | 1025    | 12.0            | 11.8       | 3.1         | 7.0          | –            | 5.0           | –                 | –              | –            | –                | –    | 51.1  | 0.2  |  |  |  |
| ICSI Perú                     | 15–17 jul 2022    | 400     | 11.5            | 9.5        | 8.5         | 4.5          | 1.5          | 4.5           | 2.0               | 3.5            | –            | –                | 14.5 | 34.0  | 2.0  |  |  |  |
| Klambp                        | 30 jun–6 jul 2022 | 343     | 11.7            | 10.5       | 2.6         | 9.0          | 1.7          | 8.2           | 4.7               | 2.0            | –            | –                | –    | 42.6  | 1.2  |  |  |  |
| Decide Tú/El Dato             | 30 jun–2 jul 2022 | 910     | 15.1            | 8.7        | 3.8         | 6.8          | 2.0          | 4.1           | 8.9               | 4.1            | –            | –                | –    | 37.3  | 6.2  |  |  |  |
| Klambp                        | 5–14 jun 2022     | 373     | 12.1            | 10.5       | 3.8         | 9.7          | 4.0          | 8.3           | 5.6               | 5.1            | –            | –                | –    | 30.0  | 1.6  |  |  |  |
| ICSI Perú                     | 11–13 jun 2022    | 400     | 11.0            | 9.0        | 8.0         | 4.5          | 1.5          | 4.5           | 2.0               | 2.5            | –            | –                | 15.0 | 36.0  | 2.0  |  |  |  |
| Piura Data Consultores        | 5–6 may 2022      | 1535    | 14.1            | 7.5        | –           | 11.5         | 7.1          | –             | 2.5               | 2.6            | –            | –                | –    | 37.9  | 2.6  |  |  |  |
| Decide Tú/El Dato             | 24–26 abr 2022    | ?       | 14.9            | 7.6        | 3.9         | 9.6          | 1.2          | 5.4           | 2.7               | 2.3            | –            | –                | –    | 39.2  | 8.8  |  |  |  |
| ICSI Perú                     | 9–11 abr 2022     | 400     | 13.0            | 2.5        | 4.5         | 4.5          | –            | 7.0           | 1.5               | 1.5            | –            | –                | 37.0 | 23.0  | 6.0  |  |  |  |
| Decide Tú                     | 10–12 mar 2022    | 850     | 13.3            | 4.7        | 2.5         | 6.9          | –            | 11.7          | 9.9               | 2.2            | –            | –                | –    | 35.8  | 1.6  |  |  |  |
| ICSI Perú                     | 26–27 feb 2022    | 384     | 11.0            | 1.5        | 1.5         | 3.5          | –            | 6.5           | 1.0               | –              | –            | –                | 37.0 | 32.0  | 4.5  |  |  |  |
| ICSI Perú                     | 14–16 ene 2022    | 384     | 11.5            | 1.0        | –           | 3.5          | –            | 6.5           | 1.0               | –              | –            | –                | 33.0 | 25.0  | 5.0  |  |  |  |
| Gramar Media & Marketing      | 11–12 ene 2022    | 1500    | 14.8            | –          | –           | 7.2          | 6.2          | –             | –                 | –              | –            | –                | –    | 45.0  | 7.6  |  |  |  |
| ICSI Perú                     | 18–19 dic 2021    | 400     | 11.0            | 2.0        | –           | 4.0          | –            | 6.5           | –                 | –              | –            | –                | 27.0 | 20.0  | 4.5  |  |  |  |
| Piura Data Consultores        | 14–16 nov 2021    | 1535    | 13.8            | –          | –           | 10.2         | –            | 1.9           | –                 | –              | –            | –                | 25.9 | 11.4  | 3.6  |  |  |  |
| Decide Tú                     | 4–6 oct 2021      | 750     | 12.7            | –          | 3.7         | 13.9         | –            | –             | –                 | –              | –            | –                | –    | 35.1  | 1.2  |  |  |  |

## Resultados

### Gobierno Regional de Piura
| Candidatos           | Candidatos                 | Partidos y coaliciones                        | Primera vuelta 2 oct 2022 | Primera vuelta 2 oct 2022 | Balotaje 4 dic 2022 | Balotaje 4 dic 2022 |  |
| Candidatos           | Candidatos                 | Partidos y coaliciones                        | Votos                     | %                         | Votos               | %                   |  |
| -------------------- | -------------------------- | --------------------------------------------- | ------------------------- | ------------------------- | ------------------- | ------------------- |  |
|                      | Luis Neyra León            | Contigo Región (CR)                           | 168,911                   | 18.21                     | 510,999             | 58.47               |  |
|                      | Reynaldo Hilbck Guzmán     | Organización Política Unidad Regional (UR)    | 230,072                   | 24.81                     | 363,011             | 41.53               |  |
|                      | Santiago Paz López         | Región para Todos (RPT)                       | 154,375                   | 16.65                     |                     |                     |  |
|                      | Mario Quispe Suárez        | Movimiento Independiente Fuerza Regional (FR) | 101,706                   | 10.97                     |                     |                     |  |
|                      | Luis Dioses Guzmán         | Somos Perú (SP)                               | 90,455                    | 9.75                      |                     |                     |  |
|                      | Edward Zárate Antón        | Alianza para el Progreso (APP)                | 52,792                    | 5.69                      |                     |                     |  |
|                      | Angélica Palomino Saavedra | Piura Renace (RENACE)                         | 43,064                    | 4.64                      |                     |                     |  |
|                      | Sofiana Graciano Guerra    | Podemos Perú (PP)                             | 23,061                    | 2.49                      |                     |                     |  |
|                      | Marvin Álvarez Arechaga    | Fuerza Popular (FP)                           | 22,898                    | 2.47                      |                     |                     |  |
|                      | Carlos Montero Villegas    | Frente de la Esperanza (FE)                   | 20,595                    | 2.22                      |                     |                     |  |
|                      | Diana Moscol More          | Perú Libre (PL)                               | 16,992                    | 1.83                      |                     |                     |  |
|                      | Guillermo Chávez Timoteo   | Partido Patriótico del Perú (PPP)             | 2,529                     | 0.27                      |                     |                     |  |
|                      |                            |                                               |                           |                           |                     |                     |  |
| Total                | Total                      | Total                                         | 927,450                   |                           | 874,010             |                     |  |
|                      |                            |                                               |                           |                           |                     |                     |  |
| Votos válidos        | Votos válidos              | Votos válidos                                 | 927,450                   | 82.65                     | 874,010             | 90.28               |  |
| Votos en blanco      | Votos en blanco            | Votos en blanco                               | 101,607                   | 9.05                      | 12,117              | 1.25                |  |
| Votos nulos          | Votos nulos                | Votos nulos                                   | 93,078                    | 8.29                      | 81,964              | 8.47                |  |
| Votos emitidos       | Votos emitidos             | Votos emitidos                                | 1,122,135                 | 78.35                     | 968,091             | 67.59               |  |
| Abstenciones         | Abstenciones               | Abstenciones                                  | 310,079                   | 21.65                     | 464,123             | 32.41               |  |
| Votantes registrados | Votantes registrados       | Votantes registrados                          | 1,432,214                 |                           | 1,432,214           |                     |  |
|                      |                            |                                               |                           |                           |                     |                     |  |
| Fuente:              |                            |                                               |                           |                           |                     |                     |  |

### Consejo Regional de Piura

#### Sumario general
|                        |                                               |              |              |              |         |         |  |
| Partidos y coaliciones | Partidos y coaliciones                        | Voto popular | Voto popular | Voto popular | Escaños | Escaños |  |
| Partidos y coaliciones | Partidos y coaliciones                        | Votos        | %            | ±pp          | Total   | +/−     |  |
|                        | Organización Política Unidad Regional (UR)    | 215,496      | 24.13        | Nuevo        | 3       | +3      |  |
|                        | Contigo Región (CR)                           | 159,961      | 17.91        | Nuevo        | 4       | +4      |  |
|                        | Región para Todos (RPT)                       | 143,574      | 16.08        | –5.57        | 2       | –1      |  |
|                        | Movimiento Independiente Fuerza Regional (FR) | 99,182       | 11.11        | –7.94        | 1       | –2      |  |
|                        | Somos Perú (SP)                               | 93,334       | 10.45        | –2.03        | 0       | –2      |  |
|                        | Alianza para el Progreso (APP)                | 57,547       | 6.44         | –0.78        | 0       | –1      |  |
|                        | Piura Renace (RENACE)                         | 40,789       | 4.57         | Nuevo        | 0       | ±0      |  |
|                        | Podemos Perú (PP)                             | 26,043       | 2.92         | +2.09        | 1       | +1      |  |
|                        | Fuerza Popular (FP)                           | 23,012       | 2.58         | –0.56        | 0       | ±0      |  |
|                        | Frente de la Esperanza (FE)                   | 18,837       | 2.11         | Nuevo        | 0       | ±0      |  |
|                        | Perú Libre (PL)                               | 12,981       | 1.45         | Nuevo        | 0       | ±0      |  |
|                        | Partido Patriótico del Perú (PPP)             | 2,330        | 0.26         | Nuevo        | 0       | ±0      |  |
|                        |                                               |              |              |              |         |         |  |
| Total                  | Total                                         | 893,086      |              |              | 11      | ±0      |  |
|                        |                                               |              |              |              |         |         |  |
| Votos válidos          | Votos válidos                                 | 893,086      | 79.59        | +4.48        |         |         |  |
| Votos en blanco        | Votos en blanco                               | 137,523      | 12.26        | –2.15        |         |         |  |
| Votos nulos            | Votos nulos                                   | 91,522       | 8.16         | –2.33        |         |         |  |
| Votos emitidos         | Votos emitidos                                | 1,122,131    | 78.35        | –2.80        |         |         |  |
| Abstenciones           | Abstenciones                                  | 310,083      | 21.65        | +2.80        |         |         |  |
| Votantes registrados   | Votantes registrados                          | 1,432,214    |              |              |         |         |  |
|                        |                                               |              |              |              |         |         |  |
| Fuente:                |                                               |              |              |              |         |         |  |

#### Resultados por provincia
| Provincia   | UR      | UR   | CR   | CR   | RPT  | RPT  | FR   | FR  | SP   | SP   | APP  | APP | RENACE | RENACE | PP   | PP  | FP  | FP  | FE  | FE  | PL  | PL  | PPP | PPP |   |
| Provincia   | %       | E    | %    | E    | %    | E    | %    | E   | %    | E    | %    | E   | %      | E      | %    | E   | %   | E   | %   | E   | %   | E   | %   | E   |   |
| ----------- | ------- | ---- | ---- | ---- | ---- | ---- | ---- | --- | ---- | ---- | ---- | --- | ------ | ------ | ---- | --- | --- | --- | --- | --- | --- | --- | --- | --- | - |
| Provincia   | Ayabaca | 27.0 | –    | 32.3 | 1    | 12.5 | –    | 6.7 | –    | 16.0 | –    | 3.4 | –      | 0.9    | –    | 0.1 | –   | 0.2 | –   | 0.2 | –   | 0.7 | –   | 0.1 | – |
| Huancabamba | 36.4    | 1    | 30.3 | –    | 22.9 | –    | 4.9  | –   | 1.7  | –    | 1.3  | –   | 0.4    | –      | 0.2  | –   | 0.5 | –   | 1.6 | –   |     |     |     |     |   |
| Morropón    | 36.0    | 1    | 6.1  | –    | 19.3 | –    | 9.1  | –   | 16.1 | –    | 1.5  | –   | 9.4    | –      | 0.8  | –   | 1.4 | –   | 0.2 | –   |     |     | 0.2 | –   |   |
| Paita       | 13.7    | –    | 11.3 | –    | 8.6  | –    | 27.6 | 1   | 6.6  | –    | 21.5 | –   | 3.2    | –      | 1.7  | –   | 1.9 | –   | 4.1 | –   |     |     |     |     |   |
| Piura       | 24.5    | 1    | 17.2 | 1    | 15.1 | 1    | 8.1  | –   | 13.1 | –    | 6.8  | –   | 4.4    | –      | 2.0  | –   | 3.2 | –   | 2.2 | –   | 3.0 | –   | 0.5 | –   |   |
| Sechura     | 15.2    | –    |      |      | 14.3 | –    | 4.6  | –   | 9.1  | –    | 11.4 | –   | 19.0   | –      | 23.4 | 1   | 1.7 | –   | 0.3 | –   |     |     |     |     |   |
| Sullana     | 17.9    | –    | 19.6 | 1    | 23.1 | 1    | 15.4 | –   | 7.2  | –    | 3.1  | –   | 2.5    | –      | 3.2  | –   | 4.4 | –   | 3.3 | –   |     |     | 0.1 | –   |   |
| Talara      | 24.0    | 1    | 25.4 | 1    | 6.5  | –    | 17.9 | –   | 3.5  | –    | 8.7  | –   | 3.6    | –      | 3.6  | –   | 1.7 | –   | 2.7 | –   | 2.1 | –   | 0.2 | –   |   |
| Total       | 24.1    | 3    | 17.9 | 4    | 16.1 | 2    | 11.1 | 1   | 10.5 | –    | 6.4  | –   | 4.6    | –      | 2.9  | 1   | 2.6 | –   | 2.1 | –   | 1.5 | –   | 0.3 | –   |   |

### Autoridades electas
| Cargo                                         | Autoridad electa | Autoridad electa              | Partido político | Partido político                         |
| --------------------------------------------- | ---------------- | ----------------------------- | ---------------- | ---------------------------------------- |
| Gobernador Regional de Piura                  |                  | Luis Neyra León               |                  | Contigo Región                           |
| Vicegobernadora Regional de Piura             |                  | Quemnedy Rojas Castillo       |                  | Contigo Región                           |
| Consejero Regional de Piura (por Ayabaca)     |                  | Milker Castro Flores          |                  | Contigo Región                           |
| Consejero Regional de Piura (por Huancabamba) |                  | Wilmer Bocanegra Berna        |                  | Organización Política Unidad Regional    |
| Consejera Regional de Piura (por Morropón)    |                  | Karina Morales Andrade        |                  | Organización Política Unidad Regional    |
| Consejero Regional de Piura (por Paita)       |                  | José Díaz Dioses              |                  | Movimiento Independiente Fuerza Regional |
| Consejero Regional de Piura (por Piura)       |                  | Robert Sánchez Córdova        |                  | Organización Política Unidad Regional    |
| Consejero Regional de Piura (por Piura)       |                  | Pedro Alama Farfán            |                  | Contigo Región                           |
| Consejero Regional de Piura (por Piura)       |                  | Víctor Sosa Gonzáles          |                  | Región para Todos                        |
| Consejero Regional de Piura (por Sechura)     |                  | Angler Pazo Jacinto           |                  | Podemos Perú                             |
| Consejera Regional de Piura (por Sullana)     |                  | Rosa María Seminario Arca     |                  | Región para Todos                        |
| Consejero Regional de Piura (por Sullana)     |                  | Manuel Vargas Machuca Vílchez |                  | Contigo Región                           |
| Consejero Regional de Piura (por Talara)      |                  | Carlos Castillo Ipanaque      |                  | Contigo Región                           |